# Paczyna (stacja kolejowa)
Paczyna – stacja kolejowa w miejscowości Paczyna, w województwie śląskim, w powiecie gliwickim, w gminie Toszek, w Polsce.

## Ruch pasażerski
| Rok  | Wymiana pasażerska na dobę |
| ---- | -------------------------- |
| 2017 | 50-99                      |
| 2022 | 50-99                      |

Przez stację przebiega Linia kolejowa nr 132 Bytom – Wrocław Główny.